# De Lemstersluis
De Lemstersluis (aanvankelijk Lemsterzijl) was een waterschap dat het beheer voerde over de zeesluis te Lemmer. 
Het waterschap werd "opgericht" in 1816 door Provinciale Staten van Friesland toen het tol vaststelde voor de sluis en vastlegde wie de tol ontvingen en bij moesten dragen aan onderhoud van de sluis ("floreenplichtigen"). In 1856 ontstond gemor over de hoogte van de tol en de wijze van verdelen. De provincie besloot toen het waterschap te reglementeren. De floreenplichtigen werkten echter niet mee en weigerden bijvoorbeeld over het bestuur te stemmen. Uiteindelijk benoemde Gedeputeerde Staten drie burgemeesters van de aanliggende gemeenten als bestuur. Het sluisbestuur wilde tol heffen, de floreenplichtigen ook. Het leidde tot rechtszaken. Aanvankelijk kregen de floreenplichtigen gelijk, maar uiteindelijk leidde een tweede rechtszaak tot een uitspraak van de Hoge Raad der Nederlanden, waarin werd vastgelegd dat het sluisbestuur terecht als waterschap was gereglementeerd en de tol mocht heffen. In 1881 wordt door het waterschap besloten tot aanleg van een nieuw sluizencomplex. Op 1 juli 1959 wordt het waterschap opgeheven en alle eigendommen overgedragen aan de gemeente Lemsterland. Rond deze datum eindigt ook de tolheffing.